# Ronald Aguilar

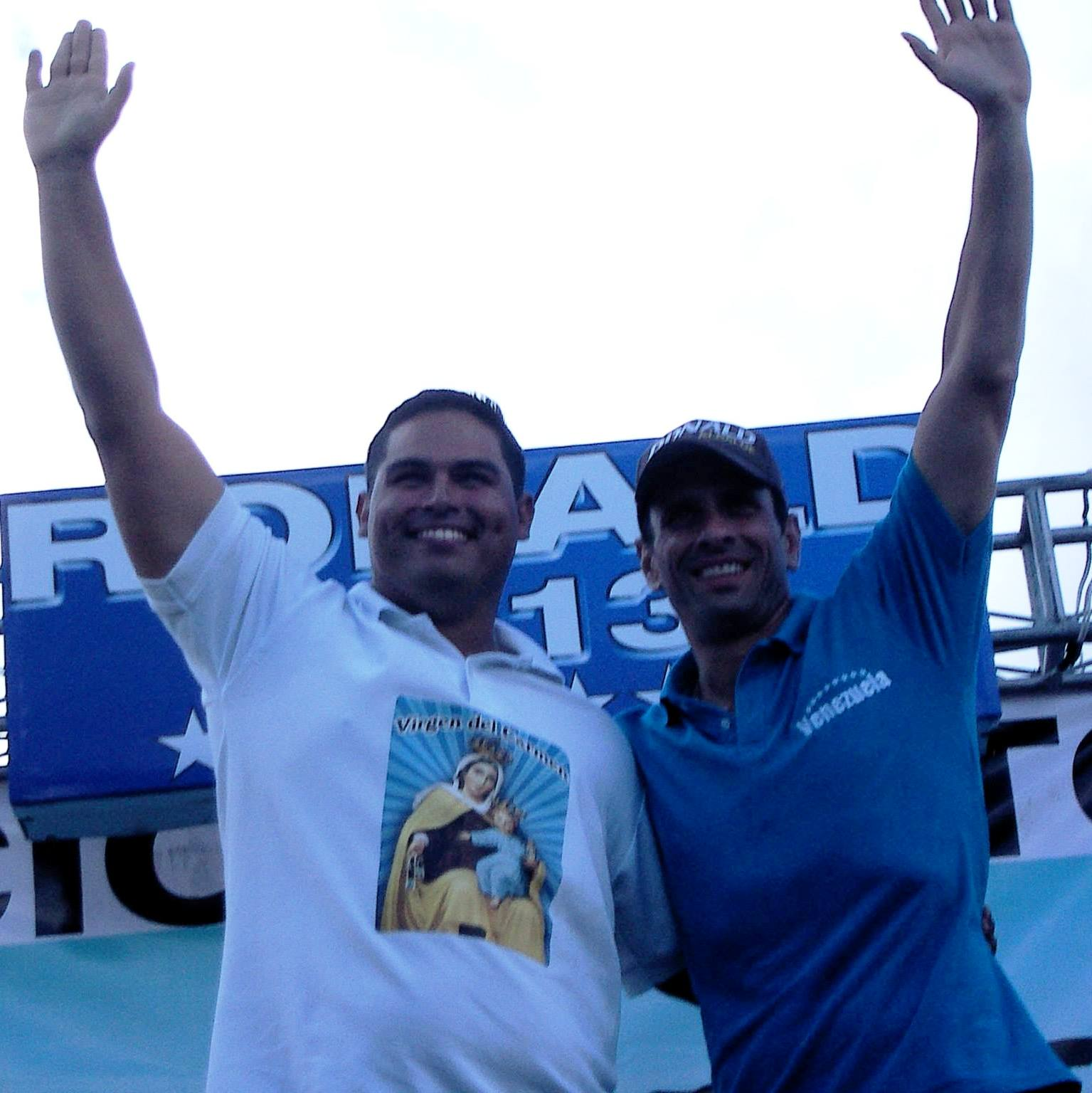
El alcalde de Socopó Ronald Aguilar, con el gobernador Henrique Capriles, en la campaña electoral de alcaldías de 2013

Ronald Jesús Aguilar Pérez (Socopó, estado Barinas, Venezuela; 27 de febrero de 1982) es un político, legislador y docente de la oposición venezolana. Desde 2021, es diputado en el Consejo Legislativo del estado Barinas (CLEB). Fue también alcalde del municipio Antonio José de Sucre, llegando a este cargo a través de las elecciones municipales de 2013, por el partido de la MUD. Además de haber participado como candidato, por el circuito 2 de Barinas, para diputado de la Asamblea Nacional en 2010.
Años más tarde, se postuló para su reelección en las elecciones municipales de 2017, pero perdió ante la candidata del PSUV, Belkis Pidiachi.

## Biografía
Nace en la ciudad de Socopó, pleno piedemonte barinés, en el seno de una familia de raíces de la Fundación (Pregonero, estado Táchira). Hijo de Jesús Aguilar y María Herma Pérez.
Realizó sus estudios de primaria en la Escuela Alberto Arvelo Torrealba y termina su secundaria en el Liceo Antonio José de Sucre de Socopó. Es graduado de pedagogo en Educación Rural de la Universidad Pedagógica Experimental Libertador (UPEL), en el año 2007 y estudia primer año de derecho en la UNELLEZ (Núcleo Santa Bárbara), además de desempeñar como profesor de deporte en el Liceo la Quimil.
Su trayectoria política como dirigente estudiantil comienza en el Liceo Socopó, donde fue presidente del Centro de Estudiantes, y continúa en el IUTE del Táchira, asumiendo la vicepresidencia, para culminar como presidente del Centro de Estudiante en la UPEL (Núcleo Rubio).
Para el año 2006 es designado coordinador juvenil en el Municipio Sucre (Socopó) de la campaña de Manuel Rosales. En el año 2007 funge como coordinador general de la campaña en contra de la reforma constitucional. Se mide en diferentes escenarios internos y gana la nominación por las fuerzas democráticas para alcalde del Municipio Sucre en las elecciones regionales, de 2008. Donde obtuvo el segundo puesto en las votaciones, tras ganar el alcalde del oficialismo Salvador Guerrero.
Cuando se anuncia la Enmienda Constitucional enfrenta de nuevo al oficialismo y se encarga de la coordinación general de la campaña en febrero de 2009.

### Candidatura de 2010, victoria electoral en 2013 y pérdida de reelección de 2017
Ronald fue lanzado por la Unidad en el circuito 2 de Barinas, acompañado de los otros dos candidatos Frenchy Díaz y Julio César Reyes. Estas elecciones se definieron el 26 de septiembre de 2010, donde Ronald perdió la contienda.
En 2012, resulta elegido candidato del partido opositor MUD, para la alcaldía del Municipio Antonio José de Sucre y el 8 de diciembre de 2013, resulta ganador por 14.017 (49,62%) votos, en las Elecciones de Alcaldes, donde obtuvo dicho cargo. Venciendo de esa manera a la candidata del PSUV María Molina, que obtuvo 12.722 (45,04%) votos escrutados y los candidatos independientes Rosalba Briceño con 682 (2,41%) votos y Alberto Chacón con 459 (1,62%) votos.
En 2017, pierde su reelección para la alcaldía del municipio, tras quedar de segundo lugar detrás de la candidata del PSUV.

### Diputado para el CLEB
Desde 2021, se instaura como diptuado en el Consejo Legislativo del estado Barinas (CLEB), debido al triunfo en las elecciones regionales de Venezuela de 2021.

## Denuncias
El político ha denunciado varios atropellos. Uno de ellos es los 584 muertos que aparecen en el registro electoral del estado Barinas. Donde afirma que hay irregularidades de personas que ya han fallecido y que aún aparecen en el sistema de votación. Además de haber exigido que la directora de la Oficina Regional Electoral, Dénysis Pérez, procederá con la depuración respectiva.

## Vida personal
Aguilar está casado con Merla Moreldy Carrero, tiene 1 hijo. 